# Josef Lauritsch
Josef Lauritsch (* 17. April 1918 in Klagenfurt am Wörthersee, Kärnten; † 27. Dezember 2003 in Wien) war ein österreichischer Politiker (VdU, später FPÖ).

## Leben
Josef Lauritsch wuchs in Klagenfurt heran, wo er von 1924 bis 1928 die Volksschule und danach bis 1937 das Gymnasium besuchte. Nach der Matura trat er ins 1937 Bundesheer ein, musste jedoch nur ein Jahr später, nach dem Anschluss Österreichs als Soldat der Wehrmacht dienen. Erst 1945 kehrte er nach dem Krieg nach Hause nach Österreich zurück, wo er sich in Graz niederließ.
An der Universität Graz nahm Lauritsch 1945 das Studium der Staatswissenschaften auf. Er wurde Mitglied der Grazer akademischen Burschenschaft Cheruskia. 1950 promovierte er. 1950 fand Lauritsch Arbeit als Referent in der Steirischen Arbeiterkammer; von 1951 bis 1954 saß er daselbst im Vorstand.
Politisch fühlte sich Lauritsch dem so genannten „Rechten Lager“ nahe. So trat der dem Verband der Unabhängigen (VdU), später der Freiheitlichen Partei Österreich (FPÖ) bei; deren Landessprecher in Sozialfragen er von 1950 bis 1959 wurde.
Sein erstes politisches Mandat bekleidete Lauritsch von 1952 bis 1953, als er für wenige Monate als Mitglied des Gemeinderats von Graz fungierte. Danach wurde Lauritsch als Mitglied des Bundesrats in Wien vereidigt. Er blieb es von April 1953 bis April 1957.

## Auszeichnungen
- Silbernes Verdienstzeichen der Republik Österreich
- Bundesheerdienstzeichen
- Großes Goldenes Ehrenzeichen des Landes Steiermark
- Großes Ehrenzeichen für Verdienste um das Bundesland Kärnten